# Hou Batteri
Søbatteriet Hou Batteri bliver anlagt i Hou i efteråret 1807. Det var aktivt under krigen mod England fra 1807-1814. Batteriet blev endeligt nedlagt i 1817.
Batteriet var konstrueret som en lav cirkulær vold med en åbning mod vest. Batteriet var udstyret med 2 kanoner, og var bemandet af 25-30 mand.
Batteriet var under kommando af Kaptajn Munch ved Hals Skanse. Batteriet skulle afværge landgang af fjendtlige soldater, samt beskytte danske handelsskibe mod angreb. Det lille batteri kom i aktion flere gange over den otteårige periode.

## Baggrund
Oprettelsen af et Søbatteri i Hou blev givet som følge af angrebet på København i september 1807. Angrebet medførte en massiv oprustning langs de danske kyster, for at afværge fremtidige angreb.

## Opbygning og bemanding
Batteriet bliver etableret syd for Renden – åen der går ned gennem Hou og løber ud i Kattegat. Det bliver opført som en ca. 2 meter tyk cirkulær vold, med en indre diameter på knap 5½ meter.
28. december 1807 beordrer generalmajor Adam Ludvig Moltke at Hals Skanse skal afgive 4 artillerister til Hou Batteri. Samme dag ordre til landeværnet om at afgive en underofficer samt 8 mand til tjeneste ved Hou Batteri, soldaterne skulle samtidig medbringe 2 sekspundige kanoner, samt tilhørende rapetter.
1. januar 1808 underretter generalmajor Moltke, at kommandoen over Hou Batteri underligger Hals Skanse. Denne meddelelse gives til kommandanten over Frederikshavn Skanse, oberstløjtnant C.O. von Gørtz, og kommandanten over Hals Skanse, kaptajn Munch.
Udover de 2 kanoner og 13 mand, rådede batteriet over håndvåben, sabler, og rigeligt ammunition til kanonerne. Der blev holdt et lager på nok ammunition til 250 skud, der var særligt tale om kanonkugler, men også karduser og kardæsker som var særlige kugler med ladninger af krudt eller metalstumper, der under bestemte forhold forvoldte mere skade end kanonkuglerne.
Fra januar 1808 råder Hou over et kampklart batteri, men der skal dog gå noget tid før der bliver behov for det.

## Batteriet i aktion
Batteriet var gennem krigsperioden bemandet med 20-30 mand. Det daglige arbejde bestod i at holde udkig med de skibe der sejlede forbi, samt holde øje med evt. landgang af fremmede magter. Derudover skulle kyststrækningerne mod Hals i syd, og Gerå i nord, patruljeres hver dag.
I tilfælde af at fremmede magter gik i land inden for batteriets synsfelt skulle en baune straks tændes. En baune er en stabel af træ, som kan ses på lang afstand når den antændes. Denne stabel kunne således ses fra Skovshoved, en lille by mellem Hals og Hou, og ligeledes inde i landet i Ulsted. Såfremt der herfra blev set en brændende baune, skulle disse ligeledes tænde en baune. Dette var en måde at sikre sig tilstrækkeligt forstærkning i tilfælde af landgang. Baunerne blev dog aldrig brugt i Hou.
Når skibe sejlede forbi Hou, og de mange andre batterier langs kysten, skulle de vise flag med deres tilhørsforhold. Nægtede skibe dette, måtte batteriet benytte ildkraft imod dem. Dette blev fra Hou gjort ved flere lejligheder, men det var dog langt fra daglig kost at der fløj kanonkugler gennem luften.
Den 2. Juli 1809 sejler den danske kaperskude Snildhed og Mod forbi Hou. En kaperskude er et legalt sørøverskib, i dette tilfælde på dansk side. På denne dag nægtede skibets kaptajn at vise flag eller kendingssignal, hvorfor der blev affyret et skarpt skud mod skuden. Kaperkaptajn Christian Jensen lagde straks en båd i vandet, og sejlede ind til kysten. Her fik han lov at forklare sig, samt betale en regning på 1 Rigsdaler og 32 Skilling. Det var prisen for at affyre et skud fra batteriet. Man må gå ud fra at den kaptajn viste flag en anden gang, men dette melder historien ikke om.
Den 20. november 1811 var det straks mere alvorligt. To engelske krigsskibe kom fra syd op forbi Limfjordens munding. Der blev sat mindre både i vandet, og disse indledte angreb på fiskebåde og andre skibe der lå ud for Hals. Fra Hals blev der sendt et mindre krigsfartøj ud. Fra skansen sendte man en afdeling soldater til Bisnap, hvorfra de beskød de engelske skibe med to medbragte kanoner. En del af fiskeskibene ligger mod Hou, med de engelske krigsfartøjer i hælene. Da de engelske fartøjer når inden for række vidde, bliver de beskudt heftigt fra Hou Batteri, hvorefter de trækker mod Hals igen.

## Efter krigen
Efter krigen mod England er overstået i 1814 ligger batteriet ubemandet hen, men bliver vedligeholdt i tilfælde af nye krigshandlinger. I 1817 bliver batteriet endeligt nedlagt. Da batteriet ikke består andet end jord og sten, går der ikke mange år før det er borte.
I 1943 opkøbte Hou Borgerforening med støtte fra Hals Kommune en grund ved havet. På denne grund blev opført en stensætning med samme diameter som det oprindelige batteri til markering af dets – omtrentlige – beliggenhed. Den oprindelige plan om at genopføre batteriet efter optegninger fra den oprindelige opførelse blev dog skrinlagt i mange år, indtil borgerforeningen i 2006 fik tildelt midler hertil, dels fra den daværende Hals Kommune, dels fra EU. I samarbejde med Tøjhusmuseet kunne der således fremstilles nøjagtige kopier af de originale kanoner som opstilledes i voldlavetter  i den genskabte skanse. Udover at bevare Hou Batteri for fremtiden, indretter foreningen samtidig grunden med stier, borde og bænke samt et udsigtstårn for derved at gøre området til et samlingssted for byens borgere.
Indvielsen af det genskabte batteri fandt sted den 2. juli 2008.